# 12677 Gritsavage
12677 Gritsavage eller 1981 EO4 är en asteroid i huvudbältet som upptäcktes den 2 mars 1981 av den amerikanska astronomen Schelte J. Bus vid Siding Spring-observatoriet. Den är uppkallad efter Anthony Thomas Gritsavage.
Den tillhör asteroidgruppen Eos.